# Il sistema del dott. Catrame e del prof. Piuma
Il  sistema del dott. Catrame e del prof. Piuma (The System of Doctor Tarr and Professor Fether) è un racconto scritto da Edgar Allan Poe e pubblicato per la prima volta nel novembre del 1845 sulla rivista The Graham's Lady's and Gentleman's Magazine di Filadelfia.
Il racconto fu ispirato a Poe dal resoconto di viaggio del giornalista Nathaniel Parker Willis dedicato alla Real Casa dei Matti di Palermo diretta da Pietro Pisani.

## Trama
L'autore racconta un episodio da lui personalmente vissuto. Durante un suo viaggio in Francia meridionale, decide di visitare una Casa di Cura per malati mentali, gestita da privati, di cui ha sentito parlare a Parigi. Accompagnato fin sulla soglia del nosocomio, sito in un vecchio castello abbastanza malconcio, da un occasionale amico, viene da questi presentato al direttore, certo dott. Maillard, che lo accoglie molto gentilmente e lo invita a pranzo con la promessa di fargli visitare successivamente la Casa. Il narratore chiede al direttore di parlargli del metodo che ha reso famosa la Casa: il cosiddetto «metodo della dolcezza», consistente nell'assecondare il più possibile le manie dei malati, ma questi dichiara che il metodo è stato abbandonato per gli inconvenienti che causava e sostituito da quello di due eminenti studiosi (secondo il Maillard), certi dottor Catrame e professor Piuma.
Al pranzo la situazione si presenta molto strana: esso viene servito in una grande sala, le portate di cibi eccellenti disposte su un tavolo enorme in ordine piuttosto caotico, e sono presenti numerosi ospiti ambosessi, vestiti in modo piuttosto stravagante, che il Maillard dichiara essere infermieri e collaboratori della Casa. E stravagante è la conversazione: ciascuno degli ospiti cerca di parlare di un paziente ivi ricoverato in passato, che soffriva di una determinata mania credendosi qualcosa o qualcuno, ed in questa descrizione tende ad imitare il comportamento del paziente da lui descritto. Al termine del pranzo si odono grida provenienti dall'esterno via via più forti ed irrompe nella sala una ventina di individui, cosparsi di catrame e piume, che risultano essere in realtà il legittimo direttore ed i suoi collaboratori, divenuti  circa un mese prima prigionieri dei pazienti stessi a seguito di un ammutinamento organizzato proprio dal Maillard, ex direttore della Casa divenuto pazzo ed ivi ricoverato come paziente.

## Al cinema
Il racconto venne adattato per lo schermo nel 1913 ne Il sistema del dr. Gondron e del prof. Plume, un cortometraggio diretto da Maurice Tourneur, prodotto e girato in Francia dall'Éclair.
Nel 2014 è stato realizzato un adattamento cinematografico dal titolo Stonehearst Asylum, per la regia di Brad Anderson.

## Musica
Nel 1948 dal racconto di Poe il compositore Vieri Tosatti scrive su libretto proprio l'opera dal titolo Il sistema della dolcezza, rappresentata per la prima volta nel teatro Donizetti di Bergamo nel 1951.
Nel 1976 The Alan Parsons Project pubblicano il disco d'esordio, Tales of Mystery and Imagination - Edgar Allan Poe, nel quale è contenuto il brano omonimo del racconto di Poe, ossia: (The system of) Doctor Tarr and Professor Fether. Il brano fu in seguito pubblicato come singolo.